# Alagići
Alagići es un pueblo ubicado en la municipalidad de Kakanj, en el cantón de Zenica-Doboj, Bosnia y Herzegovina.

## Superficie
Posee una superficie de 0,41 kilómetros cuadrados.

## Demografía
Hasta 2013 la población era de 74 habitantes, con una densidad de población de 181,2 habitantes por kilómetro cuadrado.